# Шокшинское сельское поселение
Шо́кшинское се́льское поселе́ние — сельское поселение в Теньгушевском районе Республики Мордовия. Административный центр поселения — село Шокша.

## История
Образовано в 2004 году в границах, определённых Законом Республики Мордовия от 28 декабря 2004 года.
В состав поселения первоначально входили: село Шокша и деревня Малая Шокша.
После объединения согласно закону Республики Мордовия от 12 октября 2009 года с Сакаевским сельским поселением  в его состав также вошли село Сакаево и деревня Сакаевский Майдан.

## Население
| 2002 | 2010 | 2012 | 2013 | 2014 | 2015 | 2016 |
| ---- | ---- | ---- | ---- | ---- | ---- | ---- |
| 914  | ↘819 | ↘788 | ↘772 | ↘755 | ↘733 | ↘702 |
| 2017 | 2018 | 2019 | 2020 | 2021 |      |      |
| ↘679 | ↘652 | ↘644 | ↘635 | ↘605 |      |      |

## Состав поселения
| № | Населённый пункт  | Тип населённого пункта       | Год вхождения в состав | Население |
| - | ----------------- | ---------------------------- | ---------------------- | --------- |
| 1 | Шокша             | село, административный центр | 2004                   | ↘540      |
| 2 | Малая Шокша       | деревня                      | 2004                   | ↘1        |
| 3 | Сакаево           | село                         | 2009                   | ↘228      |
| 4 | Сакаевский Майдан | деревня                      | 2009                   | ↘50       |